# ニンジンジュース

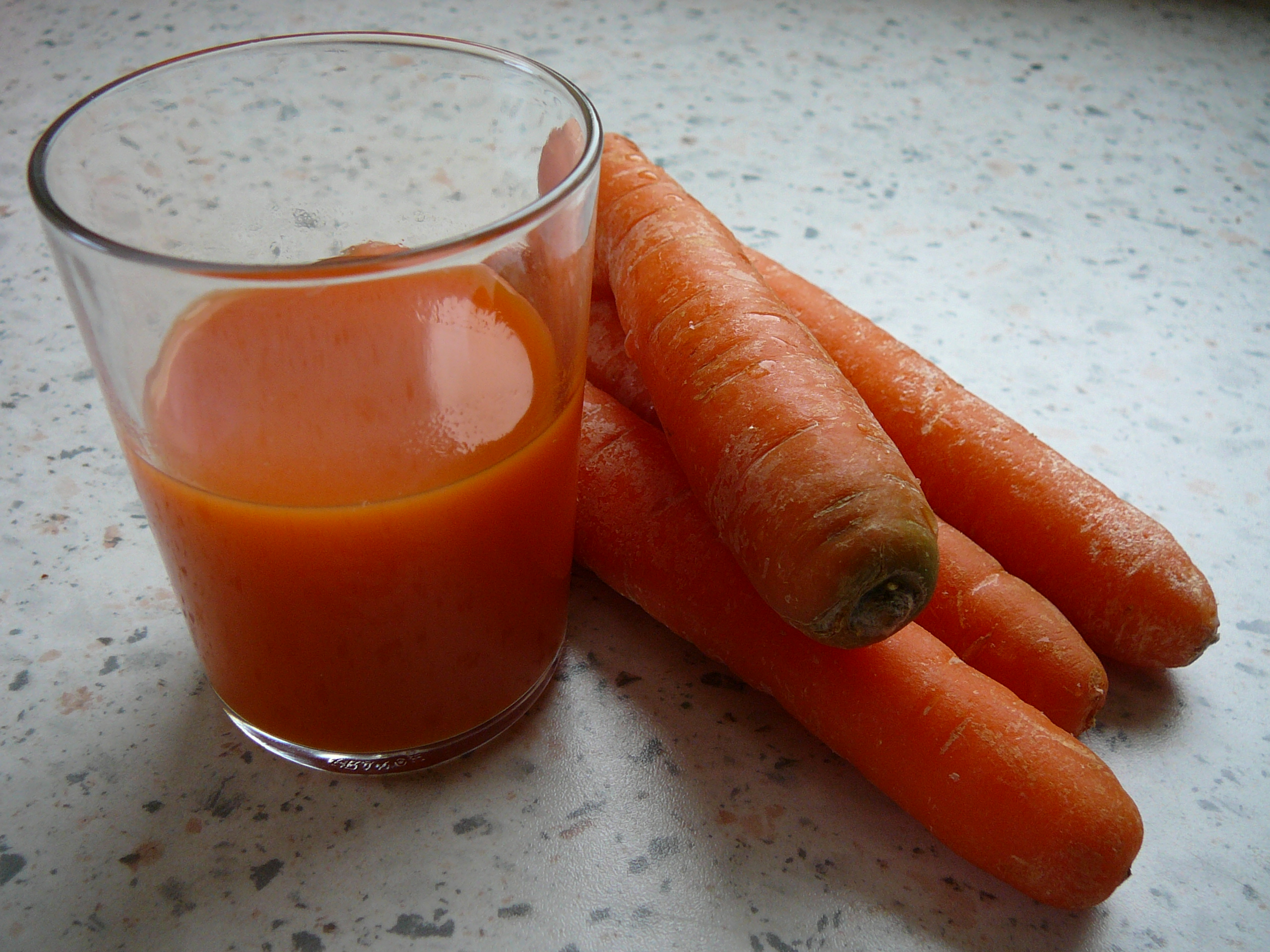
グラスに入れたニンジンジュース

ニンジンジュースまたはキャロットジュース(Carrot juice)は、ニンジンから作るジュースである。

## 概要
ニンジンジュースには、ビタミンAになるβ-カロテンの含量が特に多いが、葉酸等のビタミンB群やカルシウム、銅、マグネシウム、カリウム、リン、鉄等の多くのミネラルも豊富である。1ポンド(454g)のニンジンからコップ1杯(約236ml)のジュースが得られるが、これはリンゴやオレンジ等の果物と比べると少ない。ニンジンの果肉は非常に硬く、ニンジンをジュースにする際の難しさは、果肉と果汁の分離の難しさによる。
β-カロテンを多く含む他の食品と同様に、一次的に肌が橙黄色になる柑皮症の原因となる。24時間で3杯以上のニンジンジュースを飲むとこの状態になる可能性がある。
ニンジンジュースには、濃縮したニンジンの独特の甘みがある。他の多くのジュースと異なり、不透明であり、しばしばヘルシードリンクとして飲まれる。ニンジンは、数百年に渡り、スープやジュースに調理されてきた。アメリカでは、チーズに深い色を着色するために、かつてニンジンジュースが使われた。

## 栄養素
アメリカ合衆国農務省によると、コップ1杯のニンジンジュース(236ml)は、以下のような栄養素を含む。
- カロリー : 95
- 脂質: 0.35
- 炭水化物: 21.90
- 繊維: 1.9
- タンパク質: 2.24
- コレステロール: 0.010